# ВЕС Кукіня
ВЕС Kukinia — вітрова електростанція у Польщі в Західнопоморському воєводстві.
Майданчик для станції обрали на схід від балтійського порту Колобжег. В 2013 році тут ввели в експлуатацію 23 вітрові турбіни німецької компанії Enercon типу E82/2300 із одиничною потужністю 2,3 МВт. Діаметр їхнього ротора 82 метри, висота башти — 98 метрів.